# Quesnoy-le-Montant
Quesnoy-le-Montant é uma comuna francesa na região administrativa de Altos da França, no departamento de Somme. Estende-se por uma área de 7,04 km². Em 2010 a comuna tinha 571 habitantes (densidade: 81,1 hab./km²).